# Pro Evolution Soccer 2016
Pro Evolution Soccer 2016 – gra komputerowa, piętnasta część serii Pro Evolution Soccer, wydana przez japońskiego producenta Konami. Europejska premiera na konsole Playstation 3, Playstation 4, Xbox 360, Xbox One oraz komputery osobiste miała miejsce 17 września 2015. W Polsce wydawcą była firma CDP.

## Rozgrywka
Do gry wprowadzono szereg usprawnień i modyfikacji względem wersji z lat poprzednich. Ulepszono silnik Fox Engine oraz lepiej odwzorowano wygląd piłkarzy. Zastosowano również poprawki pod względem fizyki piłki i jej zachowania na boisku oraz dopracowano system kolizji zawodników podczas wzajemnej walki. Zmieniono także wygląd menu oraz tryb Master League. W grze zaimplementowano 22 stadiony, w tym 11 mających swoje odpowiedniki w prawdziwym świecie. Również funkcja o nazwie myClub  doczekał się modyfikacji, których celem jest podniesienie jakości rozgrywki wieloosobowej. 
Zachowano licencje na Ligę Mistrzów oraz Ligę Europejską. 

## Wersja demonstracyjna
W sierpniu 2015 twórcy udostępnili do rozgrywki wersję demonstracyjną gry dla posiadaczy konsol PlayStation 3 i PlayStation 4 oraz Xbox 360 i Xbox One. Użytkownicy komputerów PC otrzymali taką możliwość miesiąc później. Demo pozwala na wybór 5 klubów, którymi są: AS Roma, Bayern Monachium, Corinthians, Juventus i Palmeiras oraz 2 reprezentacji narodowych: Brazylii i Francji. Gracze mogą przeprowadzać mecze trwające 7 lub 10 minut na dwóch stadionach: Juventus Stadium i Arena Corinthians oraz korzystać z opcji ustawień poziomu trudności i zmiany warunków pogodowych.

## Oceny gry
Ze względu na gorszą jakość gry w wersji PC niż na konsole ósmej generacji oceniono każdą z nich osobno. Tytuł zdobył 76/100 pkt według Metacritic w odmianie na komputery osobiste oraz 87/100 pkt w wersji na Playstation 4.